# Observatoire de physique de l'atmosphère de La Réunion
 (mars 2018).
L'observatoire de physique de l'atmosphère de La Réunion, ou OPAR, est un observatoire scientifique destiné à l'étude de l'atmosphère (précisément la physique de l'atmosphère) de l'hémisphère Sud. Installé sur l'île de La Réunion, département d'outre-mer français dans le sud-ouest de l'océan Indien, il a été officiellement créé en 2003 après avoir mené différentes mesures à compter de 1992-1993. Il est géré par l'Observatoire des Sciences de l'Univers OSU-Réunion (convention Université de la Réunion et INSU-CNRS) sous la direction du Laboratoire de l'atmosphère et des cyclones.

## Description
Il s'articule autour de trois sites de mesures : le site historique du campus du Moufia, la station météorologique de Gillot appartenant à Météo-France (radiosondages effectués désormais depuis la station du Chaudron ; radar UHF), et depuis 2012, l'Observatoire atmosphérique du Maïdo (lidars), construit à 2160 mètres d'altitude sur la commune de Saint-Paul. Ce dernier accueille désormais l'ensemble des instruments de l'OPAR.
Il a acquis une reconnaissance internationale : plusieurs laboratoires européens ainsi que la NASA exploitent les observations réalisées dans le cadre de programmes de recherche variés, ; en novembre 2022, il est labellisé par l'Organisation météorologique mondiale comme station de référence.
Depuis le Maïdo, le panache de l'éruption du Hunga Tonga en 2022 a fait l'objet d'observations par plusieurs scientifiques internationaux.